# Godrevy Island
Godrevy Island è un'isola della Cornovaglia, situata lungo la costa atlantica del Regno Unito, al largo della baia di St Ives. Di piccole dimensioni, ospita un faro e gode di popolarità fra surfisti ed escursionisti.
Il faro è noto in quanto avrebbe ispirato il racconto Gita al faro di Virginia Woolf
Il cantante britannico Patrick Wolf ha scritto una canzone intitolata Godrevy Point, pubblicata nel 2005 nel singolo Wind in the Wires.